# Gavin Harrison
Gavin Richard Harrison (Harrow, Londres, 28 de mayo de 1963) es un baterista inglés. Actualmente es miembro de las bandas inglesas de rock progresivo Porcupine Tree, a la que se unió en 2002, King Crimson, este último como segundo baterista, acompañando a Pat Mastelotto, desde 2008 y The Pineapple Thief, desde 2016. También ha colaborado con otros artistas como Renaissance, Claudio Baglioni, Iggy Pop, Blackfield, Franco Battiato, Jakko Jakszyk, Lisa Stansfield e incluso, Manolo García. 

## Biografía
Gavin Harrison comenzó a tocar la batería a los 6 años influenciado por su padre Bobby, trompetista de jazz y baterista. A los 11 años Gavin estudió con el baterista de estudio Joe Hodson, que le enseñó cómo leer y escribir música además de una base sólida de agarre (grip) y técnicas de tiempo. Comenzó a tocar profesionalmente a los 16, cuando salió de la escuela, hasta el día de hoy.
Sus estudios continuaron con Dave Cutler, graduado de Berklee. Gavin básicamente aprendió solo a partir de entonces. A los 19 años Gavin se unió a la banda de rock progresivo Renaissance y realizó su primera gira por América. Más tarde, en 1986, se unió a Iggy Pop acompañándole en una gira mundial.
Por esa época Gavin comenzó a trabajar de baterista de estudio en Londres y grabó álbumes de éxito para Sam Brown, Black, Gail Ann Dorsey y Tom Robinson. También conoció al guitarrista local Jakko M. Jakszyk y juntos formaron el proyecto Dizrhythmia, aclamado por la crítica, junto con el bajista Danny Thompson y el percusionista indio Pandit Dinesh.
Además, inició una relación larga y provechosa colaboración con Dave Stewart y Barbara Gaskin participando en sus álbumes desde los años 1980.
En los años 1990 Gavin se unió al grupo británico de funk Incognito y graba uno de los álbumes más exitosos de su vida con el sencillo Always. Al poco tiempo fue invitado a tocar y grabar en Japón con Yasuaki Shimizu y a Italia para grabar con Alice, Eugenio Finardi, Fiorella Mannoia, Franco Battiato, Raf. Gavin comenzaba a generar verdadero interés en la escena italiana y empezó a trabajar con artistas de renombre como Claudio Baglioni en 1992, junto al bajista Tony Levin.

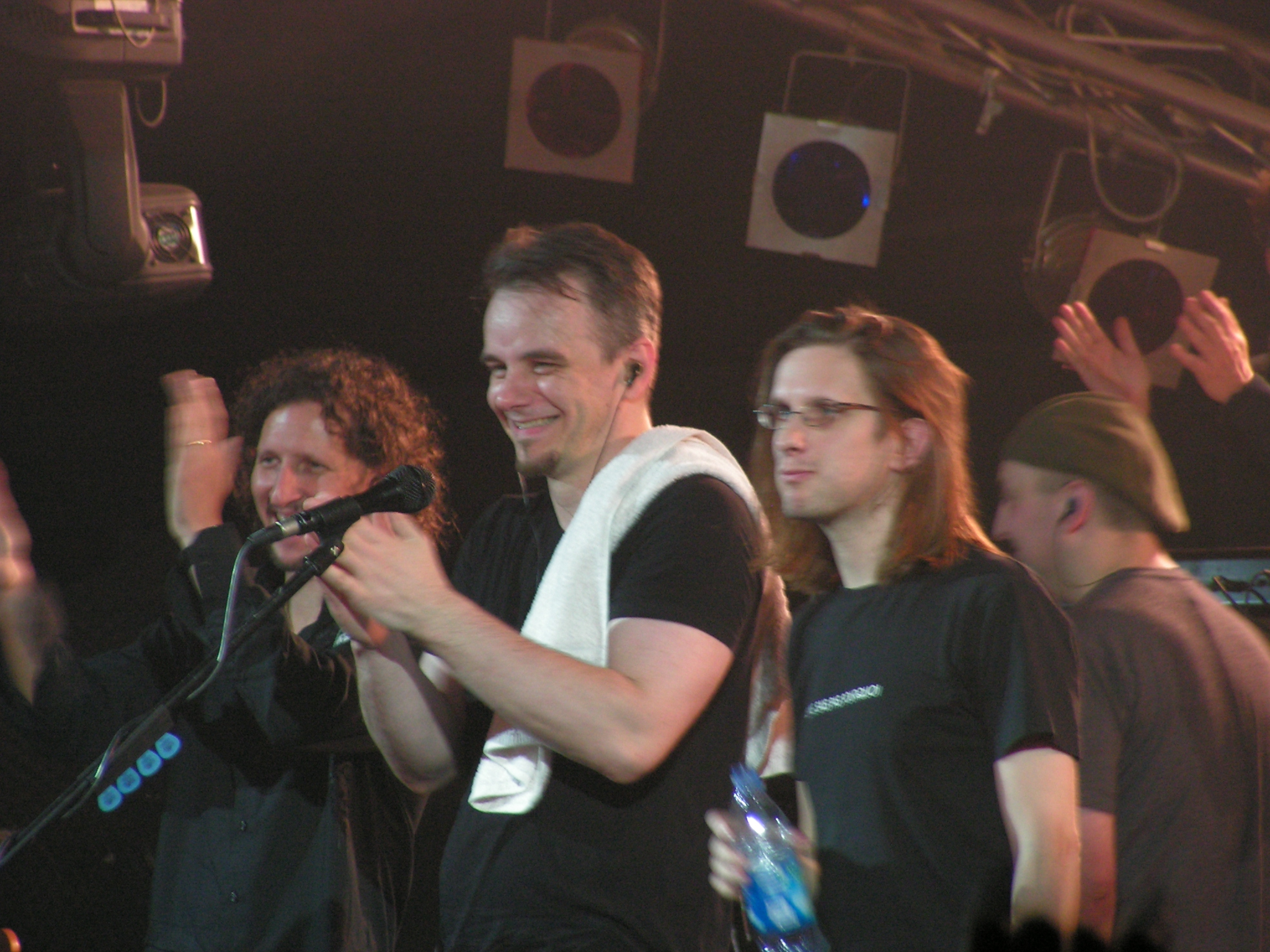
Porcupine Tree 2005 Trezzo sull'Adda (Italia)

Después del tour italiano, Gavin fue invitado a unirse a Level 42 para su última gira y a grabar un álbum en vivo en la última noche de dicha gira. Más tarde, ese mismo año, fue de gira a Brasil con el guitarrista de jazz Heitor Pereira.
1995 vio a Gavin trabajando con el bajista Mick Karn, de la banda Japan. Con ellos grabó el álbum Micks The Tooth Mother que presentaron en una corta gira europea. Más tarde, Mick devolvió el favor y grabó con Gavin su primer álbum, Sanity & Gravity, en el que también tocan Dave Stewart, Heitor Pereira, Richard Barbieri, Gary Sanctuary y Jakko.
Vuelve con frecuencia a Italia para trabajar con Eros Ramazzotti y Claudio Baglioni otra vez y para realizar asimismo más trabajos como músico de sesión. En 1997 Gavin comenzó a trabajar con la diva británica del soul Lisa Stansfield, viajando alrededor del mundo. Mientras continúa trabajando en UK y coproduciendo al artista Shooter para Sony.
En 1998 Gavin toca con Claudio Baglioni en el Estadio Olímpico de Roma, delante de 92,000 personas; y en San Siro, Milán, ante 85,000 personas, para posteriormente seguir la gira en varios estadios de fútbol de Italia.
En el 2000 Gavin se convirtió en director musical de leyendas del garaje de UK como Artful Dodger y durante este tiempo comenzó a trabajar con el artista de soul altamente aclamado Lewis Taylor. Después Gavin toco en giras con Go WEST y Lisa Stansfield.

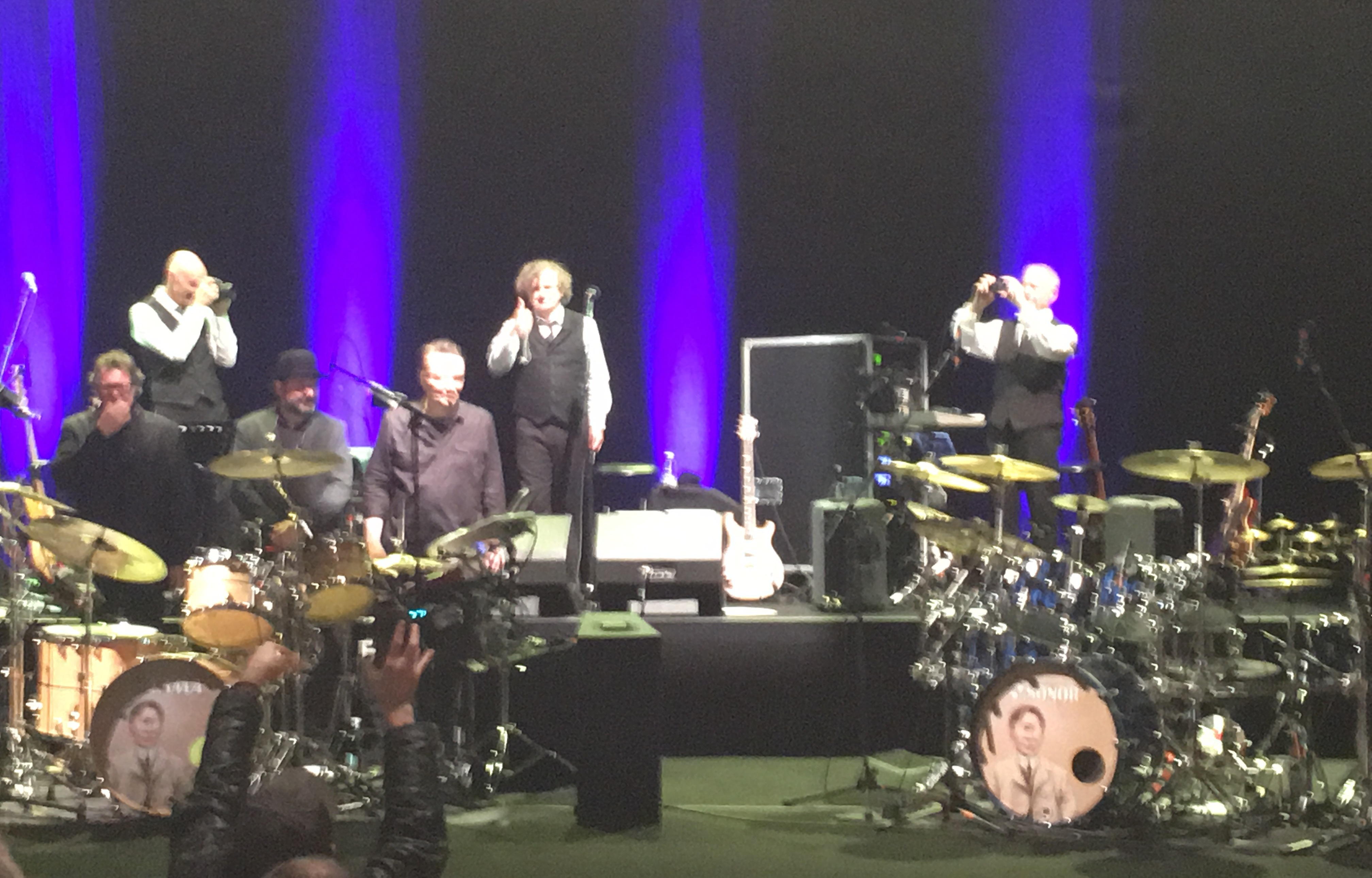
King Crimson. Madrid 2016

A comienzos del 2002 Gavin fue invitado a unirse a Porcupine Tree y ha tocado con ellos desde entonces - grabando los álbumes de estudio In Absentia (2002), Deadwing (2005), Fear of a Blank Planet (2007) y The Incident (2009) y haciendo varias giras en EE. UU. y Europa.
En 2005 conoció a Robert Fripp a partir de una colaboración de este con Porcupine Tree y éste le propuso su incorporación a la King Crimson, grupo del que forma parte desde 2007.

## Premios
En 2007 y 2010 recibió el galardón de Mejor baterista de rock progresivo otorgado por la revista Modern Drummer, destronando al baterista Mike Portnoy, que había ganado este galardón por 12 años consecutivos. En 2016 recibió el mismo galardón. Las encuestas en la revista Rolling Stone lo calificaron como el tercer mejor baterista de los últimos 25 años.  En 2014 la revista Modern Drummer situó al maestro Gavin entre los 50 mejores bateristas de todos los tiempos.

## Equipo
Gavin Harrison utiliza baterías Sonor modelo SQ2, platillos Zildjian, parches REMO, doble pedal Tama Speed Cobra, y baquetas VIC FIRTH modelo SHAR.

## Libros
Ha editado varios libros de técnica avanzada de batería: Rythmic Designs, Rythmic Perspectives, Rythmic Ilusions y  Rythmic Composition; y dos DVD: Rythmic Horizons y Rythmic Visions.

## Discografía

### Álbumes
| Performer                      | Year | Album                                              |
| ------------------------------ | ---- | -------------------------------------------------- |
| King Crimson                   | 2016 | Radical Action                                     |
| Dizrhythmia                    | 2016 | Dizrhythmia Too                                    |
| The Pineapple Thief            | 2016 | Your Wilderness                                    |
| Nick Johnston                  | 2016 | Remarkably Human                                   |
| King Crimson                   | 2016 | Live in Toronto                                    |
| Fjieri                         | 2016 | Words Are All We Have                              |
| iamthemorning                  | 2016 | Lighthouse                                         |
| Franco Battiato                | 2015 | Anthology - Le nostre anime                        |
| King Crimson                   | 2015 | Live At The Orpheum                                |
| Carlo Berton                   | 2015 | Planetarium                                        |
| iamthemorning                  | 2014 | Belighted                                          |
| Amadeus Awad                   | 2013 | Schizanimus                                        |
| The Tangent                    | 2013 | Le Sacre Du Travail                                |
| Lo-Fi Resistance               | 2012 | Chalk Lines                                        |
| Porcupine Tree                 | 2012 | Octane Twisted                                     |
| Fusion Syndicate               | 2012 | The Fusion Syndicate                               |
| Franco Battiato                | 2012 | Apriti Sesamo                                      |
| Kompendium                     | 2012 | Beneath The Waves                                  |
| Harry Shearer                  | 2012 | Can't Take A Hint                                  |
| Ed Poole                       | 2012 | Routes                                             |
| Dario Zeno                     | 2010 | L'incoscienza di Zeno                              |
| Alberto Rigioni                | 2011 | Rebirth                                            |
| Alice                          | 1992 | Mezzogiorno sulle Alpi                             |
| Angela Baraldi                 | 2001 | Rosasporco                                         |
| B. J. Cole                     | 1989 | Transparent Music                                  |
| B. J. Cole                     | 1995 | Heart of the Moment                                |
| Black                          | 1988 | Comedy                                             |
| Blackfield                     | 2004 | Blackfield                                         |
| Blackfield                     | 2007 | Blackfield II                                      |
| Camouflage                     | 1991 | Meanwhile                                          |
| Carlo Fimiani                  | 2007 | Too Early                                          |
| Chizuko Yoshihiro              | 1993 | Conscious Mind                                     |
| Claudio Baglioni               | 1992 | AncorAssieme                                       |
| Claudio Baglioni               | 1992 | Assieme                                            |
| Claudio Baglioni               | 1995 | Io Sono Qui                                        |
| Claudio Baglioni               | 1996 | Attori e Spettatori                                |
| Claudio Baglioni               | 1997 | Anime in Gioco                                     |
| Claudio Baglioni               | 1998 | A-Live                                             |
| Claudio Baglioni               | 1999 | Viaggiatore Sulla Coda del Tempo                   |
| Claudio Baglioni               | 2000 | Acústico                                           |
| Claudio Baglioni               | 2003 | Sono Io                                            |
| Claudio Baglioni               | 2005 | Cresendo e Cercando                                |
| Claudio Baglioni               | 2006 | Quelli Degli Altri Tutti Qui                       |
| Claudio Baglioni               | 2009 | Q.P.G.A                                            |
| Claudio Baglioni               | 2013 | Con Voi                                            |
| Dave Stewart & Barbara Gaskin  | 1990 | The Big Idea                                       |
| Dave Stewart & Barbara Gaskin  | 1991 | Spin                                               |
| Dave Stewart & Barbara Gaskin  | 2009 | Green & Blue                                       |
| Dave Stewart & Barbara Gaskin  | 2009 | TLG Collection                                     |
| David Devant & His Spirit Wife | 1996 | Ginger                                             |
| Devogue                        | 1997 | Devogue                                            |
| Dizrhythmia                    | 1987 | Dizrhythmia                                        |
| Donna Gardier                  | 1990 | I'll Be There                                      |
| Ed Poole                       | 2008 | ED 4                                               |
| Ed Poole                       | 2010 | Depth                                              |
| Eddie & the Tide               | 1986 |                                                    |
| Eros Ramazzotti                | 1995 | Più Bella Cosa Live                                |
| Eugenio Finardi                | 1990 | La Forza Dell'amore                                |
| Eugenio Finardi                | 1991 | Millennio                                          |
| Fiorella Mannoia               | 1992 | I Treni a Vapore                                   |
| Franco Battiato                | 1993 | Caffe' de la Paix                                  |
| Franco Battiato                | 1996 | L'Imboscata                                        |
| Franco Battiato                | 1996 | L'ombra Della Luce                                 |
| Franco Battiato                | 1998 | Gommalacca                                         |
| Franco Battiato                | 2012 | Apriti Sesamo                                      |
| Froon                          | 1987 | Froon                                              |
| Fjieri                         | 2009 | Endless                                            |
| Gail Ann Dorsey                | 1988 | The Corporate World                                |
| Gavin Harrison                 | 1997 | Sanity & Gravity                                   |
| Gavin Harrison & 05Ric         | 2007 | Drop                                               |
| Gavin Harrison & 05Ric         | 2009 | Circles                                            |
| Gavin Harrison & 05Ric         | 2012 | The Man Who Sold Himself                           |
| Gavin Harrison                 | 2015 | Cheating the Polygraph                             |
| Heraldo Zuniga                 | 2001 | Triángulo de Musgo                                 |
| Iggy Pop                       | 1986 | Ritz N.Y.C Live / Real Wild Child Live             |
| Iggy Pop                       | 1989 | Lust For Live                                      |
| Incognito                      | 1991 | Inside Life                                        |
| Jakko Jakszyk                  | 2006 | The Bruised Romantic Glee Club                     |
| Jakko Jakszyk                  | 1994 | Kingdom of Dust                                    |
| Jakko Jakszyk                  | 1994 | Mustard Gas and Roses                              |
| Jakko Jakszyk                  | 1996 | Are My Ears on Wrong?                              |
| Jakko Jakszyk                  | 1997 | Road to Ballina                                    |
| Jakszyk Fripp Collins          | 2011 | A Scarcity of Miracles                             |
| Kevin Ayers                    | 1992 | Still Life with Guitar                             |
| King Crimson                   | 2008 | Park West, Chicago, Illinois – 7 de agosto de 2008 |
| Lene Lovich                    | 1990 | March                                              |
| Lewis Taylor                   | 2000 | Lewis II                                           |
| Lewis Taylor                   | 2005 | In Session                                         |
| Lisa Stansfield                | 1997 | Never, Never Gonna Give You Up Live                |
| Lisa Stansfield                | 1999 | Swing                                              |
| Lisa Stansfield                | 2001 | 831 – Change                                       |
| Manfred Mann's Earth Band      | 1996 | Soft Vengeance                                     |
| Manolo García                  | 2002 | Nunca el Tiempo es Perdido                         |
| Marco Tafelli                  | 2010 | Reset                                              |
| Mick Karn                      | 1995 | The Tooth Mother                                   |
| Mieko Shimizu                  | 1990 | A Road of Shells                                   |
| Miss Thi                       | 1991 | Lover                                              |
| No-Man                         | 2008 | Schoolyard Ghosts                                  |
| OSI                            | 2009 | Blood                                              |
| OSI                            | 2012 | Fire Make Thunder                                  |
| Paolo Gianolio                 | 2009 | Pane e Nuvole                                      |
| Paolo Gianolio                 | 2012 | Tribu' di Note                                     |
| Patty Pravo                    | 2002 | Radio Station                                      |
| Paul Cusick                    | 2011 | P'dice                                             |
| Paul Young                     | 1995 | Grazing in the Grass Live                          |
| Peter Cox                      | 2001 | Flame Still Burns                                  |
| Porcupine Tree                 | 2002 | In Absentia                                        |
| Porcupine Tree                 | 2003 | Futile                                             |
| Porcupine Tree                 | 2003 | XM                                                 |
| Porcupine Tree                 | 2004 | The Sky Moves Sideways reissue                     |
| Porcupine Tree                 | 2005 | Deadwing                                           |
| Porcupine Tree                 | 2005 | Up the Downstair reissue                           |
| Porcupine Tree                 | 2005 | XMII                                               |
| Porcupine Tree                 | 2006 | Rockpalast                                         |
| Porcupine Tree                 | 2006 | Arriving Somewhere...                              |
| Porcupine Tree                 | 2007 | Fear of a Blank Planet                             |
| Porcupine Tree                 | 2007 | Nil Recurring                                      |
| Porcupine Tree                 | 2009 | Ilosaarirock                                       |
| Porcupine Tree                 | 2009 | The Incident                                       |
| Porcupine Tree                 | 2010 | Anesthetize                                        |
| Porcupine Tree                 | 2010 | Atlanta                                            |
| Porcupine Tree                 | 2022 | Closure/Continuation                               |
| Progetto Cavani                | 1993 | Alza la Testa                                      |
| Raf                            | 1993 | Cannibali                                          |
| Richard Barbieri/Tim Bowness   | 1994 | Flame                                              |
| Richard Barbieri               | 2008 | Stranger Inside                                    |
| Rob Cowen/Beverley Craven      | 2004 | Lady Advertiser                                    |
| Sam Brown                      | 1987 | Stop!                                              |
| Sarah Jane Morris              | 1988 | Can't Get to Sleep                                 |
| Saro Cosentino                 | 1997 | Ones & Zeros                                       |
| Shari Belafonte                | 1989 | Shari                                              |
| Sharon Rose                    | 1994 | Never Be The Same                                  |
| Sheila Nicholls                | 2002 | Wake                                               |
| Shooter                        | 1999 | ..And Your Point?                                  |
| Shooter                        | 1999 | Life's a Bitch                                     |
| Stefano Panunzi                | 2005 | Timelines                                          |
| Steve Thorne                   | 2007 | Part Two: Emotional Creatures                      |
| Steve Thorne                   | 2009 | Into the Ether                                     |
| Steven Wilson                  | 2008 | Insurgentes                                        |
| Storm Corrosion                | 2012 | Storm Corrosion                                    |
| The Kings of Oblivion          | 1987 | Big Fish Popcorn                                   |
| Three Blind Mice               | 2007 | Good Grief                                         |
| Tom Robinson & Jakko Jakszyk   | 1988 | We've Never Had It So Good                         |
| Yasuaki Shimizu                | 1989 | Aduna                                              |
| Zerra One                      | 1986 | The Domino Effect                                  |